# Белл, Джо (футболист)
Джо Зен Роберт Белл (англ. Joe Zen Robert Bell; род. 27 апреля 1999, Бристоль) — новозеландский футболист, опорный полузащитник клуба «Викинг» и сборной Новой Зеландии. Участник Олимпийских игр 2020 и 2024 годов.

## Клубная карьера
Белл — воспитанник клубов «Ферримид Бэйс», «Номадс Юнайтед», «Мирамар Рейнджерс», а также дублирующий состав «Веллингтон Феникс». В 2017 году игрок переехал в США, где поступил в Виргинский университет и начал выступать за футбольную команду учебного заведения. В 2020 году Белл подписал контракт с норвежским клубом «Викинг». 16 июня в матче против «Будё-Глимт» он дебютировал в Типпелиге. 22 августа в поединке против «Стрёмсгодсета» Джо забил свой первый гол за «Викинг». В начале 2022 года Белл перешёл в датский «Брондбю». 20 февраля в матче против «Норшелланна» он дебютировал в датской Суперлиге. В 2023 году Белл вернулся в «Викинг».

## Международная карьера
В 2015 году в составе юношеской сборной Новой Зеландии Белл принял участие в юношеском чемпионате мира в Чили. На турнире он сыграл в матчах против команд Сирии, Парагвая и Бразилии.
В 2017 году Белл в составе молодёжной сборной Новой Зеландии принял участие в молодёжном чемпионате мира в Южной Корее. На турнире он сыграл в матчах против команд Гондураса, Франции и США.
В 2019 году Белл во второй раз принял участие в молодёжном чемпионате мира в Польше. На турнире он сыграл в матчах против команд Гондураса, Норвегии, Уругвая и Колумбии.
В 2020 году Белл в составе олимпийской сборной поехал на Олимпийские игры в Токио. На турнире он сыграл в матчах против команд Южной Кореи, Гондураса, Румынии и Японии.
14 ноября 2019 года в товарищеском матче против сборной Ирландии Белл дебютировал за сборную Новой Зеландии. 30 марта 2022 года в отборочном поединке чемпионата мира 2022 против сборной Соломоновых Островов он забил свой первый гол за национальную команду.
В 2024 году Белл во второй раз принял участие в Олимпийских играх в Париже. На турнире он сыграл в матчах против команд Гвинеи, США и Франции.

### Голы за сборную Новой Зеландии
| № | Дата          | Место                    | Противник          | Счёт | Результат | Соревнование                     |
| - | ------------- | ------------------------ | ------------------ | ---- | --------- | -------------------------------- |
| 1 | 30 марта 2022 | Гранд-Хамад, Доха, Катар | Соломоновы Острова | 0:3  | 0:5       | Чемпионат мира 2022 квалификация |